# 喬絲琳·史威柏格
喬絲琳·史威柏格（英語：Jaclyn Swedberg，1990年8月14日—）是一名美國女模特兒和演員。為2011年4月《花花公子》的玩伴女郎，以及2012年的年度玩伴女郎。
2015年，史威柏格於她的電影處女作《屍戮沼澤》中飾演泰拉一角，這是一部獨立恐怖片，並於續集《Muck: Chapter 1》中再次飾演該角。

## 外部連結
- Jaclyn Swedberg在互联网电影资料库（IMDb）上的資料（英文）